# Маріанне Кох
Маріанна Кох (нім. Marianne Koch; 19 серпня 1931, Мюнхен) — німецька актриса, найбільш відома за своїми ролями у пригодницьких фільмах і спагеті-вестернах 1960-х років.

## Біографія
Маріанна Кох народилась в Мюнхені 19 серпня 1931 року. Її кар'єра в кіно почалася в 1950 році і за наступні 20 років вона з'явилася в 65 кінокартинах. У Німеччині вона стала популярна завдяки успішному шоу «Was bin ich?». Крім робіт на батьківщині вона знайома глядачам за такими фільмами як «Нічні люди» (1954), де вона грала разом з Грегорі Пеком і знаменитому спагеті-вестерну Серджо Леоне «За жменю доларів» (1964).
Її кар'єра в кіно завершилася в 1971 році, після чого на екранах вона з'являлася лише як гість у різних ток-шоу і передачах.
Після цього вона зайнялася медичними дослідженнями, якими захопилася ще на початку 1950-х років. У 1974 році Кох отримала ступінь доктора медицини і практикувала в Мюнхені до 1997 року. У ці роки вона також була ведучою власної медичної програми на радіо.
Від лікаря Герхарда Фройнда, з яким вона була у шлюбі з 1953 по 1973 рік, Маріанна народила двох синів.